# Missionarie di Gesù Verbo e Vittima
Le Missionarie di Gesù Verbo e Vittima (in spagnolo Misioneras de Jesús Verbo y Víctima) sono un istituto religioso femminile di diritto pontificio: le suore di questa congregazione pospongono al loro nome la sigla M.J.V.V.

## Storia
La congregazione fu fondata dal vescovo tedesco Friedrich Kaiser Depel (1903-1993): religioso della congregazione dei Missionari del Sacro Cuore di Gesù, nel 1939 fu inviato in Perù, dove si dedicò all'apostolato nel territorio andino.
Nominato prelato nullius di Caravelí nel 1957, per far fronte alla scarsità di sacerdoti, organizzò una congregazione formata da giovani religiose autoctone, dette Missionarie di Gesù Verbo e Vittima, fondata il 22 giugno 1961.
L'erezione canonica dell'istituto in congregazione religiosa fu concessa il 25 marzo 1971.

## Attività e diffusione
Le suore si dedicano all'azione pastorale nelle zone dove mancano sacerdoti stabili; si dedicano anche all'insegnamento e all'assistenza agli ammalati ma, per non essere limitate nel loro apostolato principale, non posseggono scuole o cliniche.
Oltre che in Perù, sono presenti in Argentina, Bolivia, Cile, Paraguay e Uruguay; la sede generalizia è a Caravelí.
Alla fine del 2008 la congregazione contava 378 religiose in 40 case.